# Micropterix granatensis
Micropterix granatensis é uma espécie de insetos lepidópteros, mais especificamente de traças, pertencente à família Micropterigidae.
A autoridade científica da espécie é Heath, tendo sido descrita no ano de 1981.
Trata-se de uma espécie presente no território português.